# Заводской (Воронежская область)
Заводской — посёлок в Бобровском районе Воронежской области России.
Входит в состав Семёно-Александровского сельского поселения.

## Население
| 2000 | 2005 | 2010 |
| ---- | ---- | ---- |
| 24   | ↘16  | ↘7   |